# Francisco Tadeo Díez de Medina
Francisco Tadeo Díez de Medina y Vidangos (1725, La Paz—1803, Santiago de Chile) fue un político criollo y alcalde ordinario de la ciudad de Nuestra Señora de La Paz, capital de la Intendencia de La Paz del Virreinato del Río de la Plata en dos oportunidades y oidor de la Real Audiencia de Chile entre diciembre de 1801 y enero de 1802, cuando desempeñó interinamente el cargo de gobernador de Chile.

## Biografía
Nacido en La Paz el 2 de noviembre de 1725, hijo de Andrés Diez de Medina y de María Nicolasa Vidangos. Su padre es mencionado como hijo natural de José Diez de Medina y de María Tamares y Carmona.
Siendo miembro de una de las más acaudaladas familias de la Real Audiencia de Charcas,se educó en la Universidad Mayor Real y Pontificia San Francisco Xavier de Chuquisaca donde estudió filosofía, leyes, latín, derecho canónigo y artes. Se recibió como abogado el 9 de enero de 1759, en ese mismo año fue nombrado procurador de pobres por la Real Audiencia y al año siguiente fue defensor de menores en la ciudad de La Paz.
Entre 1761 y 1762 fue asesor del cabildo de La Paz y el 15 de enero de 1763 se lo nombró auditor de guerra de las milicias de la ciudad. El mismo año, el 16 de septiembre, fue nombrado corregidor interino, permaneció en el cargo hasta que el 1 de enero de 1764 llegaron varios reclamos al virrey en Lima con respecto a la forma en que Diez de Medina se hizo con este cargo. El virrey Manuel de Amat y Junyent comprobó que, efectivamente, Diez de Medina había comprado el cargo en complicidad con el anterior corregidor Pinedo. Diez de Medina tuvo que pagar una multa de 4000 pesos y fue vetado de ejercer cualquier cargo público.
El 17 de enero de 1765 fue nombrado asesor de la curia eclesiástica, posteriormente en 1767 el Tribunal de Cuentas de Lima le encargó revisar las cuentas de las Cajas Reales de La Paz. Aquél año llegó la orden de expulsar a los Jesuitas y Diez de Medina formó parte de una junta que se encargó de organizar y administrar los bienes que dejaba esta orden religiosa. Durante esta época llegó a tener buena relación con el corregidor Vicente Lafita, con quien colaboró para apaciguar el levantamiento indígena de la región de Pacajes en 1770.
En 1775 terminó la construcción de una magnífica casona en la ciudad de La Paz, en una esquina de la plaza principal y frente a la catedral, fue conocido como el Palacio Diez de Medina y actualmente es sede del Museo Nacional de Arte de Bolivia.
El 1 de enero de 1777 fue nombrado alcalde de primer voto de la ciudad de La Paz, pero Diez de Medina rechazó el cargo aduciendo muchas obligaciones. Envió sus antecedentes al Consejo de Indias para lograr un mejor cargo e incluso viajó a España para asegurarse una buena posición. Finalmente el 22 de agosto de 1779 se lo nombró Oidor de la Real Audiencia de Santiago de Chile por recomendación del virrey Manuel Guirior. 
Diez de Medina se encontraba en La Paz cuando recibió la noticia de su nombramiento, le tomó tiempo dejar encargados sus negocios y propiedades, además el presidente de la Real Audiencia de Charcas, Ignacio Flores le había encomendado resolver varios asuntos y finalmente no le fue posible partir hacia el Reino de Chile pues había dado inicio la rebelión indígena de Túpac Amaru II a la que se sumaría Túpac Katari posteriormente. 
Permaneciendo en la ciudad de La Paz, Diez de Medina vivió el prolongado asedio a la ciudad que inició el 13 de marzo de 1781 y se extendió por más de 100 días. En esta etapa se sintió en la ciudad la rivalidad que existía entre criollos y peninsulares, Diez de Medina era criollo y tenía el cargo de mayor importancia dentro de la ciudad, pero el gobernador era el español Sebastián de Segurola. Ambos personajes tuvieron varios desencuentros durante el asedio de la ciudad, tanto así que durante un tiempo la ciudad parecía tener dos casas de gobierno, una era el palacio Diez de Medina y otra la casona de la Marquesa de Haro donde residía el gobernador.   
Diez de Medina se consideraba a sí mismo el más indicado para defender la ciudad y negociar con los indígenas sublevados. Su dominio de las lenguas quechua y aimara hacían que muchos indígenas prefirieran conversar con él antes que con las autoridades españolas. Mientras que el gobernador Segurola acusaba a Diez de Medina de estar a favor de la rebelión y que él mismo planeaba una insurrección dentro de la ciudad.  
Finalmente con la derrota de la rebelión indígena, Diez de Medina se defendió de las acusaciones del gobernador y las autoridades de Buenos Aires le encargaron juzgar a todos los cabecillas de la rebelión, quizás para que pudiese demostrar su lealtad a la corona. Diez de Medina no tuvo más opción que condenar a los líderes indígenas a las más brutales muertes.   

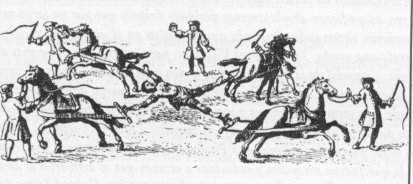
Muerte de Túpac Amaru II por descuartizamiento. En la ejecución de Túpac Katari, ordenada por Díez de Medina, se usó el mismo procedimiento.

Túpac Katari, el principal cabecilla de la rebelión, fue condenado por Diez de Medina a morir descuartizado. En su sentencia de 1781 dijo: 

Ni al rey ni al estado conviene, quede semilla, o raza de éste o de todo Tupaj Amaru y Tupaj Katari por el mucho ruido e impresión que este maldito nombre ha hecho en los naturales... Porque de lo contrario, quedaría un fermento perpetuo...
Francisco Tadeo Diez de Medina y Vidango

La tarea de ajusticiar a los rebeldes estuvo a cargo de Diez de Medina hasta el 5 de septiembre de 1782, el visitador Jorge Escobedo y Alarcón mencionó "el celo y el honor" con que realizó esta tarea. Posteriormente se dirigió a Santiago y tomó posesión del cargo de Oidor el 10 de marzo de 1783, esta posición le aseguraba un sueldo de 4860 pesos anuales.
En 1785 solicitó licencia para regresar a La Paz y atender sus negocios pero se le fue negado, Segurola se había encargado de que Diez de Medina no regresara a su ciudad natal. Entre junio de 1792 y mayo de 1793, Diez de Medina se hizo cargo del gobierno de Chile de manera interina debido al viaje del gobernador Ambrosio O'Higgins hacia la frontera, cuando el gobernador regresó se quejó ante el virrey de la conducta del Oidor. Ante estas quejas se decidió aceptar la licencia de Diez de Medina para que visite La Paz, llegó a esta ciudad el 28 de septiembre de 1796 con la advertencia de que cuide su comportamiento con las autoridades de la región. 
El 18 de enero de 1798 se ordenó que Diez de Medina regresara a Santiago, se le debían pagar sus sueldos antes de partir e incluso se le ofrecieron mejores cargos en Lima o en la Ciudad de México. Diez de Medina rechazó la propuesta de ir a México por la distancia y rechazó también Lima porque allí se encontraba O'Higgins, el antiguo gobernador que lo había denunciado y que había sido nombrado virrey. En cambio pidió un puesto en el Consejo de Indias, esto fue rechazado y tuvo que marchar a Chile.
El 31 de diciembre de 1801 llegaba a Santiago, incorporándose a sus funciones como Oidor Decano. El gobernador Joaquín del Pino fue nombrado virrey del Río de la Plata y dejó sus funciones a cargo de José de Santiago Concha Jiménez Lobatón en abril de 1801, éste le pasó el cargo a Diez de Medina que fungió como presidente, gobernador y capitán general interino. El 30 de enero de 1802 se le entregó el cargo al nuevo gobernador titular Luis Muñoz de Guzmán.

## Muerte y testamento
En marzo de 1802 Diez de Medina sufrió una fuerte caída cuando trataba de subir a su carruaje, su salud se fue deteriorando y para febrero de 1803 se encontraba paralítico y enfermo de Viruela. En mayo de ese año se nombró a Nicolás José de Gandarillas para suplirlo en los juzgados y finalmente el 5 de enero de 1803 Diez de Medina solicitaba su jubilación.
A mediados de 1803, Diez de Medina se encontraba ya muy grave de salud. Llamó al escribano público Agustín Díaz para encargarle su última voluntad, deseaba ser sepultado en la Iglesia de la Recoleta Dominica con una ceremonia sencilla a las 6 de la mañana. Francisco Diez de Medina y Vidangos murió en su lecho entre las 5 y 6 de la tarde del 11 de agosto de 1803.
Díez de Medina fue muy acaudalado, poseía 13 haciendas repartidas en las regiones de Yungas, Río Abajo y en el altiplano, contaba con 470 indígenas en estado de servidumbre para atender esas tierras. Eran de su propiedad varios terrenos y modestas casas en los barrios periféricos de La Paz, en las afueras de la ciudad poseía una chacarilla y un tambo, en el centro de la ciudad era dueño del conocido como Palacio Diez de Medina. 
De acuerdo a su testamento, Diez de Medina jamás se casó y tampoco tuvo hijos. Todas sus propiedades fueron heredadas por sus hermanos:
- Rita, casada con Alonso Baptista León.
- María Josefa, casada con Juan Bautista Ocheotegui.
- Catalina, casada con el teniente coronel español Antonio Sanjurjo y Montenegro. Su hijo José Mariano Sanjurjo era el sobrino favorito del Oidor, siguió sus pasos como doctor en leyes.
- Tomasa, ingresó al Convento de las Concebidas con el nombre de Tomasa del Corazón de Jesús, llegó a ser abadesa hasta su muerte en 1817.[2] Fue ella quien guardó el testamento de su hermano hasta el momento de su apertura.
- María Josefa, ingresó al convento de las carmelitas con el nombre de María Josefa de San Gregorio.
- Juana, casada con el capitán José María Iriondo.
- José Mariano, se trasladó a Madrid donde fue parte de la Guardia de corps.

Diez de Medina poseía también una importante biblioteca, esta fue legada al Monasterio de Santa Rosa. Bajo la protección del obispo Francisco José de Marán, los libros más comerciales fueron vendidos en Santiago y las obras más importantes fueron enviadas a Lima para venderse allí. Todo el dinero de estas ventas se debía entregar a las mojas de Santa Rosa. 
Con mucha frecuencia el personaje de Francisco Tadeo Diez de Medina y Vidangos es confundido con sus primos, Francisco Tadeo Diez de Medina y Mena, quien tuvo una vasta descendencia y fue conocido tanto por sus grandes negocios como por el caudal de su fortuna, y Francisco Tadeo Diez de Medina y Tarazona, quien fue Sargento mayor y alcalde de la ciudad de La Paz. 